# Paul Freeman
Paul Freeman (nascido a 18 de janeiro de 1943) é um ator britânico. É provavelmente mais conhecido pelo seu papel como o arqueólogo rival René Belloq em Raiders of the Lost Ark, como o perigoso Gustav Reibmann na quarta temporada de Falcon Crest, Reverendo Shooter em Hot Fuzz e como o vilão Ivan Ooze em Mighty Morphin Power Rangers: The Movie.

## Vida pessoal
Paul nasceu em Barnet, no Condado de Hertfordshire, Inglaterra, a 18 de janeiro de 1943. É casado com Maggie Scott, com quem contracenou no filme de 1981 The Dogs of War. Têm uma filha. Paul teve um anterior casamento com Judy Matheson.

## Carreira
Paul começa a sua carreira como publicitário e professor e teve alguns pequenos papéis no teatro, aparecendo em produções como A Midsummer Night's Dream e Hamlet. A seguir tem papéis especiais no National Theatre e na Royal Shakespeare Company, e mais tarde ajuda a fundar o seu próprio grupo de teatro, o Joint Stock Theatre Company, em 1974 conjuntamente com o diretor Max Stafford-Clark.
Em 1977, representou com John Cleese The Strange Case of the End of Civilisation as We Know It.
Em 1978, teve o seu primeiro trabalho em televisão em Life of Shakespeare (1978). Freeman representou igualmente no docudrama da ATV chamado Death of a Princess, um filme controverso sobre a execução da Princesa Misha'al bint Fahd al Saud da Arábia Saudita. Em 1980 Paul inicia a sua carreira cinematográfica quando aparece em The Long Good Friday ao lado de Bob Hoskins e em The Dogs of War (1981). Em 1981, aparece na série de televisão Winston Churchill: The Wilderness Years.
No mesmo ano, Steven Spielberg e George Lucas escolhem Paul para fazer do arqueólogo francês René Belloq, o devasso rival do Dr. Indiana Jones em Raiders of the Lost Ark. O filme foi um trampolim para Freeman em Hollywood e continuou a fazer de vilão em Hollywood e na sua Grã-Bretanha, usando o seu misterioso jeito para sotaques estrangeiros. Já com outro sotaque preparado, desta vez um alemão, ele faz do perigoso barão Gustav Riebmann na quarta temporada de Falcon Crest, transmitida originalmente entre 1984-'85. As duas personagens de Paul em Indiana Jones e em Falcon Crest tinham muitas semelhanças: ambos tinham ligações secretas com nazis alemães mas que no fundo queriam obter as recompensas só para si.
Em 1988, dá corpo ao Professor Moriarty em Without a Clue, com Michael Caine como Sherlock Holmes e Ben Kingsley a fazer de Watson, e em 1995 protagoniza Ivan Lodo em Mighty Morphin Power Rangers: The Movie.
Paul tem participações especiais em séries de televisão de sucesso como Monarch of the Glen, ER, Falcon Crest e The Young Indiana Jones Chronicles. Também participou em várias minisséries incluindo Murderers Among Us: The Simon Wiesenthal Story (1989) e The Final Cut (1995). Em 2004, Freeman dá corpo a Angus, suporte de Bobby Jones em Bobby Jones: A Stroke of Genius. Durante 2006 e 2007, aparece na série da BBC chamada New Street Law como protagonista, conjuntamente com John Hannah. Também em 2007, faz de Reverendo Philip Shooter of Sandford em Hot Fuzz, com Simon Pegg e Nick Frost. Também aparece em vários anúncios de televisão da seguradora Travelers Insurance entre 2007 e 2009.
De entre o seu trabalho em televisão, Freeman aparece num episódio de Midsomer Murders chamado "Down Among the Dead Men". Também aparece na série Waking The Dead, no episódio "Straw Dog" e faz de Adam Kingsley em The Dark Room, uma adaptação de Minette Walters para a BBC TV.
Recentemente teve o papel de George Aaranow na peça de 2008 de David Mamet chamada Glengarry Glen Ross, em Londres.
Em 2012 faz de Thomas Erpingham da adaptação da BBC da peça Henry V de William Shakespeare, da série The Hollow Crown.

## Filmografia

### Filmes
| Ano  | Título                                  | Personagem               | Notas                                                        |
| ---- | --------------------------------------- | ------------------------ | ------------------------------------------------------------ |
| 1975 | Feelings                                | Paul Martin              |                                                              |
| 1980 | The Long Good Friday                    | Colin                    |                                                              |
| 1980 | The Dogs of War                         | Derek                    |                                                              |
| 1980 | Death of a Princess                     | Christopher Ryder        | Telefilme                                                    |
| 1981 | Raiders of the Lost Ark                 | René Belloq              | Nomeação—Prémio Saturno de melhor ator coadjuvante em cinema |
| 1982 | An Unsuitable Job for a Woman           | James Calendar           |                                                              |
| 1982 | Who Dares Wins                          | Sir Richard              |                                                              |
| 1982 | The Sender                              | Dr. Joseph Denman        |                                                              |
| 1983 | Si elle dit oui... je ne dis pas non    | Nick                     |                                                              |
| 1984 | Flight to Berlin                        | Nicholas                 |                                                              |
| 1985 | A.D.                                    | Centurion Cornelius      | Minissérie televisiva                                        |
| 1986 | Shanghai Surprise                       | Walter Faraday           |                                                              |
| 1988 | Prisoner of Rio                         | Ronald Biggs             |                                                              |
| 1988 | A World Apart                           | Kruger                   |                                                              |
| 1988 | Without a Clue                          | Professor Moriarty       |                                                              |
| 1992 | Just Like a Woman                       | Miles Millichamp         |                                                              |
| 1993 | Piccolo Grande Amore                    | Otto Von Dix             |                                                              |
| 1994 | Lie Down with Lions                     | Dubois                   | Telefilme                                                    |
| 1995 | Horseman on the Roof                    | Laurent de Theus         |                                                              |
| 1995 | Mighty Morphin Power Rangers: The Movie | Ivan Ooze                |                                                              |
| 1996 | Squillo                                 | Marco                    |                                                              |
| 1997 | Double Team                             | Goldsmythe               |                                                              |
| 1997 | Bribery and Corruption                  | Julius Sorenson          |                                                              |
| 1998 | Only Love                               | Dallesandro              | Telefilme                                                    |
| 1999 | The Dark Room                           | Adam Kingsley            | Telefilme                                                    |
| 1999 | The Devil's Arithmetic                  | Rabbi                    | Telefilme                                                    |
| 2001 | Morlang                                 | Julius Morlang           | Cairo International Film Festival Award for Best Actor       |
| 2002 | And Now... Ladies and Gentlemen         | Cliente inglês           |                                                              |
| 2002 | Haker                                   | Presidente do MIT        |                                                              |
| 2003 | George and the Dragon                   | Sir Robert               |                                                              |
| 2003 | Mrs Caldicott's Cabbage War             | Jenkins                  |                                                              |
| 2004 | When I'm 64                             | Ray                      | Telefilme                                                    |
| 2006 | The Feast of the Goat                   | Agustin                  |                                                              |
| 2007 | Hot Fuzz                                | Reverendo Philip Shooter |                                                              |
| 2009 | The Courageous Heart of Irena Sendler   | Monsignor Godlewski      | Telefilme                                                    |
| 2009 | Spanish Flu: The Forgotten Fallen       | Sir Arthur Newsholme     | Telefilme                                                    |
| 2010 | Centurion                               | Governor Agricola        |                                                              |
| 2012 | A Fantastic Fear of Everything          | Dr. Friedkin             |                                                              |
| 2012 | Henry V                                 | Thomas Erpingham         | Telefilme                                                    |
| 2013 | Getaway                                 | The Man                  |                                                              |
| 2016 | High Strung                             | Kramrovsky               |                                                              |

### Televisão
- 1967 – Champion House – Elwyn
- 1984-1985 - Falcon Crest - Gustav Riebmann
- 1987 – Yesterday's Dreams - Martin Daniels
- 1992 – The Young Indiana Jones Chronicles – "British East Africa, September 1909" – Frederick Selous
- 1995 – House Of Cards - 4 Episódios – Tom Makepeace
- 1998–2002 – ER – Charles Corday – 3 episódios
- 2002 – Monarch of the Glen - Andrew
- 2006 – Midsomer Murders - 1 Episódio: "Down Among The Dead Men" - Sir John Waverly
- 2008 – Agatha Christie´s Poroit - 1 Episódio: "Appointment With Death" - Coronel Carbury
- 2013 – The Bible – Samuel – 2 episódios